# Entenschnabelkärpfling
Der Entenschnabelkärpfling (Adrianichthys kruyti) ist eine extrem seltene oder bereits ausgestorbene Fischart aus der Familie der Reisfische. Er ist endemisch im Poso-See (Danau Poso) auf der indonesischen Insel Sulawesi. Das Artepitheton ehrt den niederländischen Anthropologen Albertus Christiaan Kruyt (1869–1949).

## Beschreibung
Der Entenschnabelkärpfling erreicht eine Kopf-Rumpf-Länge von 11 Zentimetern und eine Maximallänge von 16 Zentimetern. Der Körper ist länglich und leicht abgeflacht. Er hat 14 bis 16 Dorsalstrahlen und 24 bis 25 Analstrahlen. Das charakteristischste Merkmal des Entenschnabelkärpflings ist sein überhängender Oberkiefer, der Ähnlichkeiten mit einem Entenschnabel aufweist und dem die Art ihren Trivialnamen verdankt. Die großen Augen stehen oberhalb des Kopfprofils hervor, wenn man sie von den Seiten betrachtet.

## Lebensweise
Über die Lebensweise des Entenschnabelkärpflings ist kaum etwas bekannt. Er lebt in den tiefen Bereichen des Poso-Sees. Von einem Exemplar wurde berichtet, dass es ein Hermaphrodit war.

## Status
Der letzte Nachweis des Entenschnabelkärpflings war im September 1983, als zwei Exemplare gesammelt wurden. Eine Untersuchung der Fischfänge im Poso-See im Jahre 1986 konnte eine weitere Existenz der Art nicht mehr bestätigen. Manche lokale Fischer stellten einen Zusammenhang zwischen dem Verschwinden des Entschnabelkärpflings und dem Ausbruch des Vulkans Colo auf der Insel Una Una in der Tomini-Bucht im Jahre 1983 her. Dies wird jedoch als haltlose Behauptung angesehen, da der Ascheregen, der auf den Satellitenfotos des Vulkanausbruches zu sehen ist, nach Westen geblasen wurde, anstatt in südlicher Richtung, wo sich der Poso-See befindet. Eher wahrscheinlich ist, dass eingeführte Fischarten wie der Quergestreifte Schlangenkopf (Channa striata) und der Mosambik-Buntbarsch (Oreochromis mossambicus) sowie deren Parasiten den Entenschnabelkärpfling und zwei weitere im Poso-See endemische Fischarten – Adrianichthys poptae und Mugilogobius amadi – an den Rand der Ausrottung gedrängt oder bereits ausgerottet haben. Bis zur Roten Liste von 1994 wurde der Entenschnabelkärpfling von der IUCN als „stark gefährdet“ klassifiziert. Nachdem der Schweizer Ichthyologe Maurice Kottelat 1996 in einer Studie schrieb, dass die Art vermutlich ausgestorben sei, wurde der Entenschnabelkärpfling im selben Jahr in die Kategorie „vom Aussterben bedroht“ hochgestuft.